# للألمان فقط

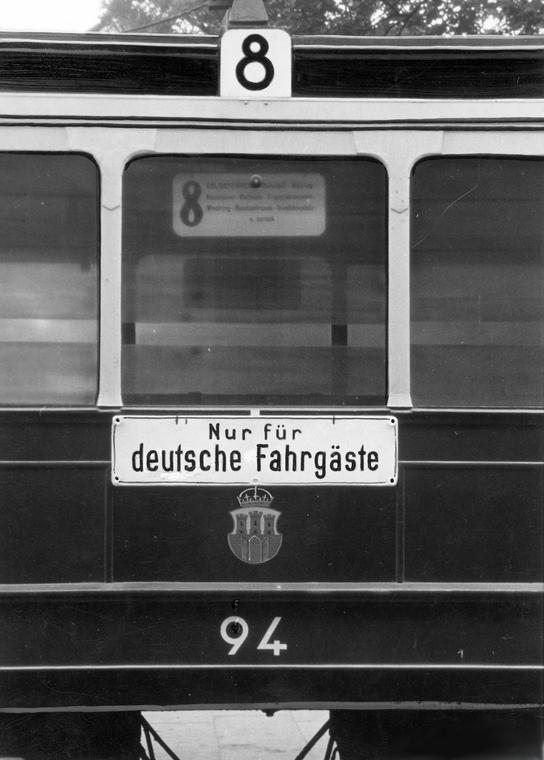
"فقط للركاب الألمان" على خط الترام رقم 8، السيارة رقم. 94 في كراكوف المحتلة.

كان شعار نو فور دويتشه («للألمان فقط») خلال الحرب العالمية الثانية، في العديد من البلدان التي تحتلها ألمانيا، شعار ألماني متمركز حول إثنية يشير إلى أن بعض المؤسسات ووسائل النقل مخصصة للألمان. تم وضع اللافتات التي تحمل الشعار عند مداخل الحدائق والمقاهي ودور السينما والمسارح وغيرها من المرافق.

## التاريخ
في بولندا التي تحتلها ألمانيا، اكتمل الفصل العنصري تقريبًا. في عربات القطارات والقطارات، كانت السيارة الأولى مخصصة عادة للموظفين الإداريين والعسكريين الألمان وأعضاء الحزب النازي والمدنيين الألمان. كانت الجنسيات الأخرى تستخدم السيارة (السيارات) المتبقية.
في اللغة الحزبية البولندية، كان يطلق على القمري السامة أو غير القابلة للشرب أي اسم "nur für Deutsche".
كان الموالون أيضًا مغرمين برسم عبارة "nur für Deutsche" على أسوار المقابر أو أعمدة الإنارة في الشوارع (إشارة إلى الشنق).